# Стрелецька (Ульяновська область)
Стрелецька (рос. Стрелецкая) — присілок в Карсунському районі Ульяновської області Російської Федерації.
Населення становить 147 осіб. Входить до складу муніципального утворення Вальдиватське сільське поселення.

## Історія
Від 2004 року входить до складу муніципального утворення Вальдиватське сільське поселення.

## Населення
| 2010 |
| ---- |
| 147  |